# 細工所
細工所（さいくしょ/さいくどころ）とは、中世権門が恒常的あるいは臨時に設置した手工業のための機関及び工房のこと。
律令制のもとで設けられた官営の工房が衰退した平安時代中期以後に出現した。別当や預、奉行などの監督の下に鍛冶・番匠・檜物師・鋳物師などの職人が集められ、権門のために工芸品や道具・器具を製造して奉仕した。南北朝時代以後に商工業者の自立とともに解体されるが、室町時代には職人の座の名称として用いられ、江戸幕府においては若年寄支配にて江戸城内の需要を満たすための工芸品製作が行う機関として城内に設置されていた。